# موزه مانرهیم

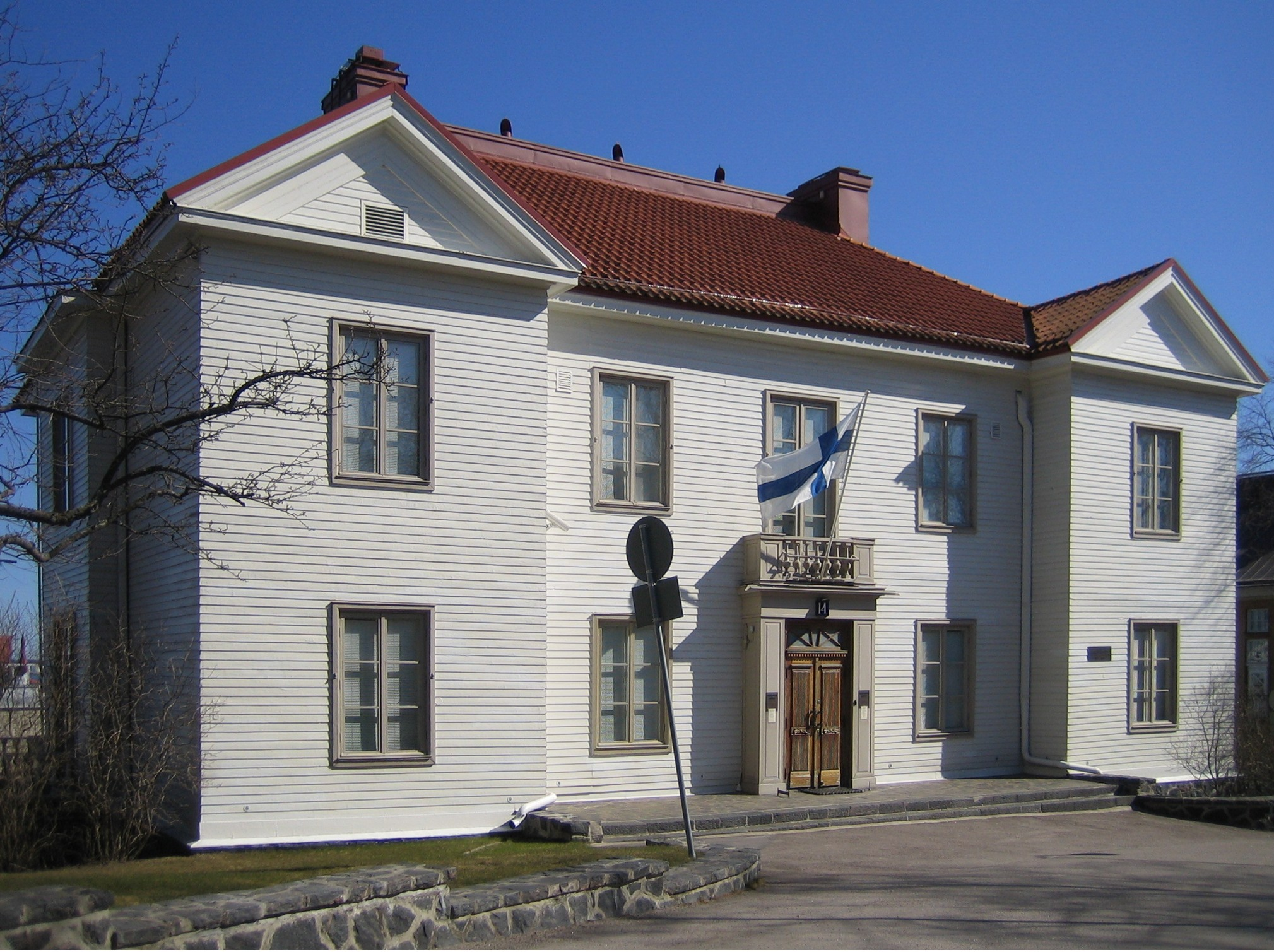
موزه مانرهیم

موزه مانِرهِیم در هلسینکی فنلاند واقع شده‌است. این مکان به حفظ و نمایش اقلام مربوط به زندگی کارل گوستاو امیل مانرهیم، دولتمرد و افسر نظامی فنلاندی اختصاص دارد. موزه مانرهیم در بالای یک تپه در کنار پارک کایووپوئیستو در هلسینکی واقع شده‌است. این ساختمان از سال ۱۹۲۴ تا ۱۹۵۱ خانه کارل گوستاو امیل مانرهیم بود. به استثنای چند اتاق که برای مقاصد نمایشگاهی تغییر کاربری داده‌اند، خانه او در حالت اولیه حفظ شده‌است.

## تاریخچه ساختمان
این ساختمان در ابتدا در سال ۱۸۷۴ ساخته شد و از سال ۱۹۲۴ تا زمان مرگ در سال ۱۹۵۱، خانه مانرهیم بود، اگرچه او هرگز مالک آن نبود، و بنا را از کارل فاتسر اجاره کرده بود. در سال ۱۹۵۷ این خانه توسط بنیاد مانرهیم خریداری و به موزه تبدیل شد.

## نمایشگاه‌ها
این موزه ترکیبی از اثاثیه اصلی ساختمان از اوایل دهه ۱۹۴۰ است، و اشیای اضافی برای نشان دادن زندگی مانرهیم و بافت تاریخی آن دوره آورده شده‌است. از جمله نمایشگاه‌های قابل توجه، مجموعه گسترده‌ای از مدال‌ها و افتخارات دیگری است که وی از کشورهای متعدد دریافت کرده‌است. همچنین غنائم شکار متعدد، مجموعه کتاب، هدایا و پرتره‌های اجدادش در این موزه به نمایش گذاشته شده‌است.
این موزه سالانه تقریباً ۱۰۰۰۰ بازدیدکننده دارد. هزینه ورودی شامل تور با راهنما نیز می‌شود و بازدید از موزه بدون راهنما امکان‌پذیر نیست. این به این دلیل است که اتاق‌ها در واقع نسبتاً کوچک هستند و مملو از اشیا ظریف هستند. گردشگری با راهنما به زبان‌های فنلاندی، سوئدی، انگلیسی، آلمانی، فرانسوی، روسی و اسپانیایی در دسترس هستند.